# Station Emmerke
Station Emmerke (Haltepunkt Emmerke) is een spoorwegstation in de Duitse plaats Emmerke, in de deelstaat Nedersaksen. Het station ligt aan de spoorlijn Lehrte - Nordstemmen.

## Indeling
Het station heeft twee zijperrons, die niet zijn overkapt maar voorzien van abri's. De perrons zijn te bereiken vanaf de straat Bahnhofstraße, waar ook de bushalte van het station bevindt. Aan de zuidzijde van het station is er een Parkeer en Reis-terrein en een fietsenstalling, tevens staat hier het voormalige stationsgebouw. 

## Verbindingen
Het station is onderdeel van de S-Bahn van Hannover, die wordt geëxploiteerd door DB Regio Nord. Daarnaast stoppen er ook Regionalbahn-treinen van de NordWestBahn. De volgende treinseries doen het station Emmerke aan:
| Serie | Treinsoort                  | Route | Bijzonderheden                                          |
| ----- | --------------------------- | --- | ------------------------------------------------------- |
| RB 77 | Regionalbahn (NordWestBahn) | Bünde (Westf) – Löhne (Westf) – Hamelen – Nordstemmen – Emmerke – Hildesheim Hbf                         | Weser-Bahn 1x per twee uur in het weekend Bünde - Löhne |
| S4    | S-Bahn (DB Regio Nord)      | Bennemühlen – Hannover Hbf – Hannover Bismarckstraße – Hannover Messe/Laatzen – Emmerke – Hildesheim Hbf | Bennemühlen - Hannover Hbf 2x per uur (ma-za)           |